# Brookesia
Brookesia är ett släkte av ödlor. Brookesia ingår i familjen kameleonter.
Släktets medlemmar är små med en vikt omkring 2 g och lever på Madagaskar. Kroppsfärgen är vanligen ett kamouflage som liknar torra blad, kvistar eller annan växtlighet. Flera arter är utrustade med en kam eller andra utskott på kroppen. Jämförd med andra medlemmar av underfamiljen Brookesiinae är svansen lite längre. Exemplaren vistas främst på marken. Honor lägger ägg och nykläckta ungar är ganska stora. Dessa kameleonter är dagaktiva. De har i princip hela livet samma färg.
När honan inte är parnings bered lever varje individ ensam och hannar har avgränsade revir. Arterna föredrar fuktiga landskap. De gömmer sig i lövskiktet och besöker samhällen.
Arter enligt Catalogue of Life:
- Brookesia ambreensis
- Brookesia antakarana
- Brookesia bekolosy
- Brookesia betschi
- Brookesia bonsi
- Brookesia brygooi
- Brookesia decaryi
- Brookesia dentata
- Brookesia ebenaui
- Brookesia exarmata
- Brookesia griveaudi
- Brookesia karchei
- Brookesia lambertoni
- Brookesia lineata
- Brookesia lolontany
- Brookesia minima
- Brookesia nasus
- Brookesia perarmata
- Brookesia peyrierasi
- Brookesia stumpffi
- Brookesia superciliaris
- Brookesia therezieni
- Brookesia thieli
- Brookesia tuberculata
- Brookesia vadoni
- Brookesia valerieae

I januari 2021 blev med Brookesia nana ytterligare en art beskriven.
Arterna i släktet Brookesia hotas av landskapsförändringar. IUCN listar två arter som akut hotade (CR) och flera arter som starkt hotade (EN).